# Ligne Keisei Higashi-Narita
La ligne Keisei Higashi-Narita (京成東成田線, Keisei Higashi Narita-sen) est une courte ligne ferroviaire du réseau Keisei située à Narita dans la préfecture de Chiba au Japon. C'est une branche de la ligne principale Keisei reliant la gare de Keisei Narita à celle de Higashi-Narita.

## Histoire
La ligne est en service depuis le 2 mai 1978. Jusqu'en 1991, c'était l'unique accès ferroviaire à l'aéroport international de Narita.

## Caractéristiques

### Ligne
- Longueur : 7,1 km
- Nombre de gares : 2
- Écartement : 1 435 mm
- Alimentation 1 500 V cc par caténaire
- Nombre de voies : double voie

### Interconnexions
La ligne est interconnectée avec la ligne principale Keisei à Keisei Narita, et avec la ligne Shibayama Railway à Higashi-Narita.

### Liste des gares
La ligne comporte 2 gares.
| Numéro | Gare           | Nom japonais | Distance (km) | Correspondances                                        | Localisation |
| ------ | -------------- | ------------ | ------------- | ------------------------------------------------------ | ------------ |
| KS40   | Keisei Narita  | 京成成田     | 0             | Keisei : Keisei (interconnexion)                       | Narita       |
| KS44   | Higashi-Narita | 東成田       | 7,1           | Shibayama Railway : Shibayama Railway (interconnexion) | Narita       |

## Divers
En 2022, la ligne est utilisée comme image d'illustration de la "Gare 7" du Niveau 7-FR du Wikidot Backrooms.